# Triumfetta guazumicarpa
Triumfetta guazumicarpa är en malvaväxtart som beskrevs av Paul Arnold Fryxell. Triumfetta guazumicarpa ingår i släktet triumfettor, och familjen malvaväxter. Inga underarter finns listade i Catalogue of Life.